# Polysynodie
Polysynodie (von griechisch πολυς zahlreiche, mehrere und συνοδος Treffen, Versammlung) war das Regierungssystem, das in Frankreich zwischen 1715 und 1718 in Gebrauch war und in dem jeder Minister (Staatssekretär) durch je ein Ratskollegium ersetzt wurde.
Am Ende der Regierungszeit des Königs Ludwig XIV. reagierte die Aristokratie gegen die Konzentration der Befugnisse in der Person des Königs und gegen die Übernahme der Verwaltung durch Angehörige der Bourgeoisie (die der König ermächtigt hatte, um die unvorhersehbare Aristokratie zu schwächen). Ein aristokratisches Regierungsideal entstand um Persönlichkeiten wie François Fénelon, Erzbischof von Cambrai und Tutor des Herzogs von Burgund und Thronfolgers, Paul de Beauvilliers, 2. Duc de Saint-Aignan (Gouverneur des Herzogs von Burgund), Charles Honoré d’Albert, Herzog von Chevreuse (Schwiegersohn von Jean-Baptiste Colbert), und Louis de Rouvroy, Herzog von Saint-Simon (Reformist im Kreis des Herzogs von Burgund und Autor berühmter historischer Memoiren). Sie befürworteten die Schaffung von Räten aus Aristokraten, die den König bei der Ausübung der Regierungsmacht unterstützen sollten.
Nach dem Tod von Ludwig XIV., befriedigte der Regent Philippe d’Orléans auf der Suche nach politischer Unterstützung die Aristokratie, indem er die Minister und Staatssekretäre durch acht Ratskollegien (Erklärungen vom 15. September und 14. Dezember 1715) ersetzte, die von der alten Aristokratie dominiert wurden (die vom Rittertum des Mittelalters abstammten, im Gegensatz zur neueren Aristokratie der kürzlich geadelten Anwälte und Beamten). Der Regentschaftsrat unter dem Vorsitz des Regenten hatte keine wirkliche Macht. Die anderen Räte teilten sich die Macht der Regierung. Es waren dies:
- Le Conseil des Affaires du Dedans du Royaume (Rat für innere Angelegenheiten),
- Le Conseil de Conscience (Rat für religiöse Angelegenheiten)
- Le Conseil de la Guerre (Kriegsrat),
- Le Conseil de la Marine (Rat der Marine),
- Le Conseil de Finance (Finanzrat),
- Le Conseil des Affaires étrangères (Rat für auswärtige Angelegenheiten) und
- Le Conseil de Commerce (Handelsrat für den Innen- und Außenhandel sowie für die königlichen Fabriken).

Die Räte hatten etwa zehn Mitglieder und wählte einen Präsidenten.
Obwohl der Regent vorsichtig genug war, alle Minister der letzten Regierung Ludwigs XIV. in die Räte aufzunehmen (mit Ausnahme von Nicolas Desmarets, Contrôleur-général, d. h. Finanzminister, der vom Regenten entlassen wurde), sowie viele der hohen Offiziere und Beamte Ludwigs XIV. zuzulassen, funktionierte dieses Regierungssystem aufgrund der Abwesenheiten und der Unfähigkeit der Aristokraten sowie aufgrund von Konflikten zwischen den Persönlichkeiten schlecht.
Infolgedessen hob der Regent zwischen 1718 und 1723 die Räte trotz der leidenschaftlichen Verteidigung durch den Abbé de Saint-Pierre (Discours sur la Polysynodie, 1718) schrittweise auf und, stellte das System der Minister und Staatssekretäre wieder her und kehrte so zum "ministeriellen Despotismus" Ludwigs XIV. zurück.

### 18. Jahrhundert
- Charles Irénée Castel de Saint-Pierre (l’Abbé de Saint-Pierre), Discours sur la polysynodie : où l'on démontre que la polysynodie ou pluralité des conseils est la forme de ministère la plus avantageuse pour un roi et pour son royaume, Amsterdam, 1719
- Jean-Jacques Rousseau, Jugement sur la polysynodie
- Louis de Rouvroy duc de Saint-Simon, Mémoires complets et authentiques du duc de Saint-Simon sur le siècle de Louis XIV et la Régence, Band 13, Paris, 1856–1858

### 20./21. Jahrhundert
- Michel Antoine, Le Conseil du Roi sous le règne de Louis XV, Paris-Genf, Droz, Mémoires et documents publiés par la société de l'Ecole des Chartes, Band 19, 1970
- Jean Carreyre, La politique religieuse du Régent (1715–1723), in> Revue d'histoire de l'Église de France, Band 14, Nr. 65, 1928, S. 459–467
- Alexandre Dupilet, Thierry Sarmant, Polysynodie et gouvernement par conseil en France et en Europe du XVIIe au XIXe siècle, Histoire, économie & société, 2007, S. 51–65.
- Alexandre Dupilet, La Régence absolue. Philippe d'Orléans et la polysynodie (1715–1718) , Seyssel, Champ Vallon, Collection Epoques, 2011, ISBN 978-2-87673-547-7)
- Alexandre Dupilet, Introduction au Discours sur la polysynodie
- Alexandre Dupilet, Le cardinal Dubois. Le génie politique de la Régence, Paris, Tallandier, 2015, ISBN 979-10-210-0761-1
- Françoise Hildesheimer, L'ego financier de Saint-Simon. A propos des Edits de 1717, in: Cahiers Saint-Simon, Band 38, Nr. 1, 2010, S. 51–68
- Sophie Jugie, "Le duc d'Antin ou le parfait courtisan": réexamen d'une réputation, in: Bibliothèque de l'École des chartes, Band 149, Nr. 2, 1991, S. 349–404
- Laurent Lemarchand, Saint-Simon et les réformes (politiques): un rendez-vous manqué ? , in: Cahiers Saint-Simon, Band 38, Nr. 1, 2010, S. 79–92
- Laurent Lemarchand, Paris ou Versailles ? La monarchie absolue entre deux capitales 1715–1723, Paris, CTHS Histoire, 2014, ISBN 978-2-7355-0797-9
- Andrew Mansfield, The Burgundy Circle's plans to undermine Louis XIV's “absolute” state through polysynody and the high nobility, in: Intellectual History Review, Band 27, Ausgabe 2 (2017), S. 223–45
- Pascale Mormiche, Le petit Louis XV. Enfance d'un prince, genèse d'un roi (1704–1725), Ceyzérieu, Champ Vallon, Collection Epoques, 2018, ISBN 979-10-267-0739-4
- Mireille Touzery, L’invention de l’impôt sur le revenu : La taille tarifée 1715–1789, Paris, Comité pour l'histoire économique et financière de la France, Collection Histoire économique et financière - Ancien Régime, 1994, ISBN 978-2-8218-2850-6,
- Louis Trenard, Polysynodie, in: Encyclopædia Universalis